# Roger Troutman
Roger Troutman (Hamilton, 29 de novembro de 1951 — Dayton, 25 de abril de 1999), conhecido como Roger, foi um cantor, compositor, multi-instrumentista e produtor norte-americano. Foi o fundador da banda Zapp que ajudou a espalhar o movimento funk e teve alta influência no hip hop da Costa Oeste americana, tendo sido sampleado em inúmeras canções ao longo dos anos. Troutman ficou muito conhecido pelo uso do talk box, um equipamento conectado a um instrumento (frequentemente a um teclado, mas comumente a uma guitarra) para criar diferente efeitos vocais. Roger usava um talk box personalizado da Electro Harmonix, o "Golden Throat," bem como um Minimoog e posteriormente um sintetizador Yamaha DX100 FM. Tanto no Zapp como em sua carreira solo,  Roger obteve diversos sucessos de funk e R&B durante os anos 1980

## Início de carreira: Parliament-Funkadelic e Zapp
Nascido em Hamilton, Ohio, Roger era o quarto de sete crianças. Foi um dos membros na época final do Parliament-Funkadelic e tocou no último álbum da banda pela Warner Brothers, The Electric Spanking of War Babies. Troutman tinha formado várias outras bandas com seus quatro irmãos, incluindo: Little Roger and the Vels e Roger and the Human Body. Em 1977, ele e o Human Body lançaram seu primeiro single, "Freedom". Dali a dois anos, Roger e seus irmãos chamaram a atenção de George Clinton, que assinou com a recém criada banda Zapp em seu selo Uncle Jam Records em 1979. Os membros originais consistiam de Roger Troutman, Larry Troutman, Lester Troutman, Terry Troutman, Gregory Jackson e Bobby Glover. Um ano mais tarde, com a Uncle Jam Records sendo forçada a fechar as portas, o Zapp assinou com a Warner Bros. Records e lançaram o álbum Zapp, com a ajuda de Bootsy Collins na produção e o sucesso composto por Troutman, "More Bounce to the Ounce." A canção atingiu o número dois na parada Billboard Soul Singles no outono de 1980. O álbum de estreia atingiu o número 19 da parada  Billboard 200 e colocou o Zapp e Roger nos holofotes.
Entre 1980 e 1985, o Zapp lançou os álbuns: Zapp, Zapp II, Zapp III e The New Zapp IV U e obtiveram sucessos como "Be Alright", "Dance Floor", "I Can Make You Dance", "Heartbreaker", "It Doesn't Really Matter" - que era um tributo aos artistas negros do passado e do presente, e a balada funk "Computer Love" com participação nos vocais de Charlie Wilson e Shirley Murdock. O Zapp entrou em declínio antes do lançamento de seu quinto álbum, Zapp Vibe, em 1989. Em 1993, o grupo conseguiu seu maior sucesso em vendas com a compilação  All the Greatest Hits, que contava com faixas do Zapp e da carreira solo de Roger, além de um novo single "Slow and Easy" bem como um "Mega Medley". O álbum vendeu mais de um milhão de cópias. Após as mortes de Roger e Larry, os irmãos remanescentes lançaram dois álbuns: Zapp VI: Back by Popular Demand em 2002 e Evolution em 2015.

## Carreira solo e produção para outros artistas
Em 1981, ainda sob o impacto do álbum de estreia do Zapp, Troutman lançou seu primeiro álbum solo, The Many Facets of Roger. Com sua frenética cover funk da canção de Marvin Gaye, "I Heard It Through the Grapevine", a canção explodiu em número um na parada R&B singles ajudando o álbum a vender meio milhão de cópias. O álbum continha a faixa "So Ruff, So Tuff", similar a "More Bounce..." bem como a maioria dos singles de Roger/Zapp durante esta época. Em 1984, Troutman lançou seu segundo álbum solo, The Saga Continues, com os singles "Girl Cut It Out", "It's in the Mix" - dedicado ao programa de TV Soul Train e seu anfitrião Don Cornelius e uma cover da canção de Wilson Pickett, "In the Midnight Hour", com participação do grupo gospel The Mighty Clouds of Joy. Em 1987, Troutman teve seu álbum de maior sucesso, Unlimited!, com o grande sucesso "I Want to Be Your Man", que atingiu o número um na parada R&B e número três na parada Billboard Hot 100.
Além da carreira de sucesso do Zapp e como artista solo, Troutman também se tornou produtor e compositor para outros artistas incluindo Shirley Murdock, o membro do Zapp, em 1983 para o cantor Dick Smith e seu álbum "Initial Thrust", Dale DeGroat, também para Scritti Politti. Trabalhou com Elvis Costello como convidado no álbum de 1991, Mighty Like a Rose na canção "The Other Side of Summer". Em 1989, a NBA Entertainment selecionou Troutman e outros artistas renomados para gravar um tributo chamado "I'm So Happy" em homenagem a Kareem Abdul-Jabbar, que na época estava em seu ano final de carreira na NBA. Em 1991 Troutman lançou seu último álbum solo, Bridging the Gap, que continha o sucesso "Everybody (Get Up)", além da faixa "You Should Be Mine" sampleada pelo grupo EPMD no sucesso "Crossover".

## Ressurgimento
Após o lançamento de All the Greatest Hits, Roger e Zapp existia ainda como um grupo que se reunia apenas para apresentações, gravando esporadicamente. A crescente e cada vez mais dominante cena do hip-hop da costa Oeste do começo até a metade da década de 1990 trouxe o Zapp e Roger de volta aos holofotes por um breve momento quando muitos artistas sampleavam material do Zapp. Troutman ganhou reconhecimento provendo os vocais em talk box tanto para a versão original como para o remix do sucesso de Tupac Shakur de 1995-96, "California Love"; a versão alternativa do vídeo musical apresenta Troutman tocando teclado e o talk box durante uma festa. O envolvimento de Roger em "California Love" o recompensou com uma indicação ao  Grammy Award na categoria "Best Rap Performance by a Duo or Group" em 1997. Em 1995 fez parte do álbum póstumo de  Eazy-E. Str8 off tha Streetz of Muthaphukkin Compton na faixa "Eternal E", juntamente com DJ Yella.

## Morte
Na manhã de domingo, 25 de abril de 1999, Roger Troutman foi ferido fatalmente como resultado de um aparente assassinato-suicídio que foi orquestrado por seu irmão mais velho, Larry. Roger foi baleado diversas vezes no torso por Larry assim que deixava um estúdio de gravação em Dayton, Ohio. Roger foi levado ao Good Samaritan Hospital, mas morreu logo depois. O corpo de Larry foi encontrado dentro de um carro à pouca distância da cena do assassinato. Não houve testemunhas no momento e a motivação de Larry permanece incerta, entretanto, havia problemas financeiros crescentes em relação à empresa de habitação da família Troutman que era gerenciada por Larry, a Troutman Enterprises. O negócio entrou em falência, devendo US$ 400 000 em impostos atrasados. Larry estava furioso por Roger tê-lo demitido como seu empresário, após anos de parceria.
Troutman, que viveu 24 anos na área de Dayton, deixou 6 filhos: Roger Lynch (31 de janeiro de 1970 – 22 de janeiro de 2003), Callie Williams, Larry Gates, Lester Gates, Brent Lynch, Ryan Stevens e Taji J. Troutman; 5 filhas: Daun Shazier, Hope Shazier, Summer Gates, Mia Paris Collins, Gene Nicole Anderson; 9 netos, entre eles: Lonnie Allen Wright III, Lara Thomas, Joy Love, Ruth Love e Samuel Williams.

## Discografia solo

### Álbuns de estúdio
| Título                   | Detalhes                                     | Pico nas paradas | Pico nas paradas |
| Título                   | Detalhes                                     | U.S. 200         | U.S. R&B         |
| ------------------------ | -------------------------------------------- | ---------------- | ---------------- |
| The Many Facets of Roger | - Lançamento: 1981 - Gravadora: Warner Bros. | 26               | 1                |
| The Saga Continues       | - Lançamento: 1984 - Gravadora: Warner Bros. | 64               | 13               |
| Unlimited!               | - Lançamento: 1987 - Gravadora: Reprise      | 35               | 4                |
| Bridging the Gap         | - Lançamento: 1991 - Gravadora: Reprise      | —                | 45               |

### Singles
| Ano  | Canção                             | Pico nas paradas | Pico nas paradas | Pico nas paradas | Pico nas paradas | Álbum                    |
| Ano  | Canção                             | U.S. Hot 100     | U.S. R&B         | U.S. Dance       | U.S. A/C         | Álbum                    |
| ---- | ---------------------------------- | ---------------- | ---------------- | ---------------- | ---------------- | ------------------------ |
| 1981 | "I Heard It Through the Grapevine" | 79               | 1                | 25               | —                | The Many Facets of Roger |
| 1982 | "Do It Roger"                      | —                | 24               | —                | —                | The Many Facets of Roger |
| 1984 | "In the Mix"                       | —                | 10               | —                | —                | The Saga Continues       |
| 1984 | "In the Midnight Hour"             | —                | 34               | —                | —                | The Saga Continues       |
| 1985 | "Girl, Cut It Out"                 | —                | 79               | —                | —                | The Saga Continues       |
| 1987 | "Papa's Got a Brand New Bag"       | —                | —                | —                | —                | Unlimited!               |
| 1987 | "I Want to Be Your Man"            | 3                | 1                | —                | 22               | Unlimited!               |
| 1987 | "If You're Serious"                | —                | —                | —                | —                | Unlimited!               |
| 1988 | "Thrill Seekers"                   | —                | 27               | —                | —                | Unlimited!               |
| 1991 | "(Everybody) Get Up"               | —                | 19               | —                | —                | Bridging the Gap         |
| 1991 | "You Should Be Mine"               | —                | —                | —                | —                | Bridging the Gap         |
| 1992 | "Take Me Back"                     | —                | 37               | —                | —                | Bridging the Gap         |

### Como artista convidado
| Year | Single                                                                    | Pico nas paradas | Pico nas paradas | Álbum                     |
| Year | Single                                                                    | U.S.             | US R&B           | Álbum                     |
| ---- | ------------------------------------------------------------------------- | ---------------- | ---------------- | ------------------------- |
| 1988 | "Boom! There She Was" (Scritti Politti featuring Roger Troutman)          | 53               | 94               | Provision                 |
| 1994 | "Put Your Lovin' Through the Test" (Keith Sweat featuring Roger Troutman) | —                | —                | Get up on it              |
| 1995 | "California Love" (2Pac featuring Dr. Dre & Roger Troutman)               | 1                | 1                | All Eyez on Me            |
| 1996 | "It's Your Body" (Johnny Gill featuring Roger Troutman)                   | 43               | 19               | Let's Get the Mood Right  |
| 1997 | "Sweet Sexy Thing" (Nu Flavor featuring Roger Troutman)                   | 62               | 93               | Nu Flavor                 |
| 1997 | "Down for Yours" (Nastyboy Klick featuring Roger Troutman)                | 69               | 58               | The First Chapter         |
| 1998 | "Playaz Need No Love" (H-Bomb featuring Roger Troutman)                   | —                | —                | Narcissism                |
| 1998 | "Raza Park" (Latino Velvet featuring Frost, N2Deep, & Roger Troutman)     | —                | —                | Latino Velvet Project     |
| 1999 | "Master of The Game" (Kool Keith featuring Roger Troutman)                | —                | —                | Black Elvis/Lost In Space |